# Fosforescentie

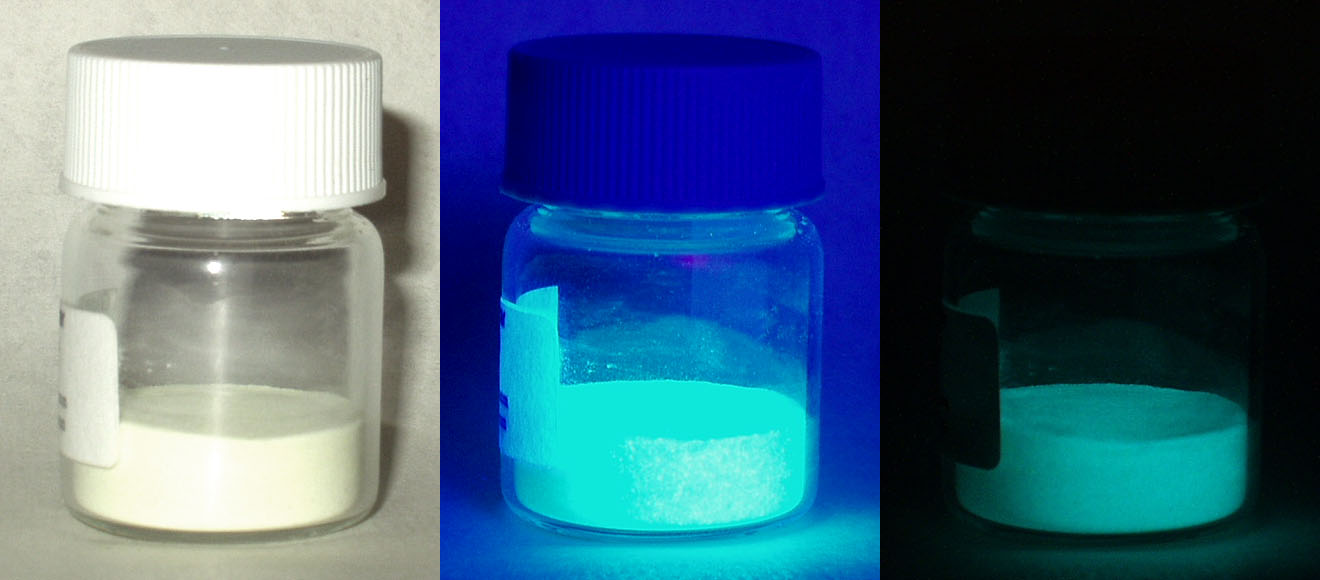
Fosforescerend poeder in zichtbaar licht, UV-licht en bij donker

Fosforescentie is een bijzonder geval van luminescentie. Het is het verschijnsel dat een stof na te zijn belicht in het donker nog een poos blijft nalichten. Fosforescentie kan ook optreden bij beschieting van een dergelijk materiaal met versnelde elektronen, zoals in een kathodestraalbuis.
De term betekent ongeveer lichten als fosfor. Nu geeft witte fosfor inderdaad ook licht in het donker, maar daar wordt het veroorzaakt door oxidatiereacties van de fosfor met zuurstof uit de lucht (het kan ook spontaan ontbranden), en heeft het licht dus een andere oorsprong. 
In de gebruikelijke nalichtende stoffen is het een gevolg van langzaam terugvallen van elektronen van door bestraling met licht aangeslagen atomen. "Langzaam" heeft hier de betekenis van "met uitstel". Het feit dat dit langzaam gebeurt komt doordat het terugvallen van de elektronen naar de grondtoestand in de kwantummechanica een verboden overgang betreft.
Bij het bestuderen van fosforescentie ontdekte Henri Becquerel in 1896 het verschijnsel radioactiviteit.
Fosforescerende verf werd in het verleden onder andere gebruikt op de wijzers en wijzerplaten van horloges zodat deze in het donker nog enkele uren goed afleesbaar bleven. Hiervoor werd jarenlang  radium gebruikt, maar door de giftigheid hiervan werd een vervanging gevonden in de vorm van het niet giftige zinksulfide met koper. Verder wordt het gebruikt in lichtschakelaars, zodat die in het donker gevonden kunnen worden, en in speeltjes voor een kinderkamer.
Fosforescentie dient niet verward te worden met fluorescentie. Bij fluorescentie is bij het terugvallen van de elektronen geen verboden overgang betrokken, waardoor het in een veel kortere tijd zijn licht zal uitzenden.